# Strangalia suavis
Strangalia suavis es una especie de escarabajo longicornio del género Strangalia, categorizada en la tribu Lepturini, de la subfamilia Lepturinae. Fue descrita por Melzer en 1926.

## Descripción
Mide 9,8-12,7 mm de longitud.

## Distribución
Se distribuye por Bolivia, Brasil, Ecuador y Guayana Francesa.